# Frank S. Perkins
Frank S. Perkins (Salem, Massachusetts, 21 april 1908 – Los Angeles, 15 maart 1988) was een Amerikaans componist, dirigent, trompettist en Econoom.

## Levensloop
Perkins studeerde eerst economie en voltooide zijn studies met het promoveren tot doctor van de economie aan de Brown University in Providence, Rhode Island. Vervolgens begon hij een muziekstudie bij Tibor Serly. Nadat hij ook deze diploma's behaald had, werd hij filmcomponist en -arrangeur bij Warner Bros. Entertainment, Inc.. In deze functie schreef hij veel muziek voor films en televisie, maar ook lichte muziek in vorm van werken voor orkest, liederen en kamermuziek. Perkins dirigeerde orkesten van verschillende filmmaatschappijen. Hij had ook een eigen Frank Perkins Pops Orchestra opgericht. 
Heel bekend werd onder anderen zijn song Stars Fell on Alabama op een tekst van Mitchell Parish en gezongen door Frank Sinatra of Ella Fitzgerald, alsook in de instrumentale vorm door Louis Armstrong op zijn trompet gespeeld, maar ook zijn muziek voor de tv series Gypsy In en 77 Sunset Strip alsook zijn filmmuziek tot The Incredible Mr. Limpet. 

## Composities

### Werken voor orkest
- 1952 Fandango, voor orkest - tekst: Johnny Bradford (John Bradford) - bewerkt door: Johnny Warrington
- 1957 Until today, voor orkest
- 1961 The Frustrated floorwalker, voor orkest
- 1961 Major Jiggs march
- 1965 Piccadilly Willy
- Kentucky Trotter, voor orkest
- Popgun Patrol, voor orkest

### Werken voor harmonieorkest
- 1952 Fandango, voor harmonieorkest (bewerkt door Floyd Werle)
- 1954 Kentucky Trotter, voor harmonieorkest (bewerkt door Floyd Werle)

### Liederen
- 1932 Sentimental Gentleman From Georgia, voor zangstem en orkest - tekst: Mitchell Parish
- 1934 Emmaline, voor zangstem en orkest - tekst: Mitchell Parrish
- 1934 Stars Fell on Alabama, voor zangstem en orkest - tekst: Mitchell Parish
- 1952 What's her name?, voor zangstem en orkest - tekst: Johnny Bradford
- 1952 Fandango, voor zangstem en piano - tekst: Johnny Bradford
- 1957 I can't get you off my mind, voor zangstem en piano - tekst: Lenny Adelson
- 1959 Waiting for me, voor zangstem en orkest - tekst: van de componist
- 1960 We are blessed, voor zangstem en orkest - tekst: van de componist
- 1961 Let my people go, voor zangstem en orkest - tekst: van de componist
- 1961 Servant of God, voor zangstem en orkest - tekst: van de componist
- 1962 Our troubles of today, voor zangstem en orkest - tekst: van de componist
- 1962 Gonna travel on, voor zangstem en orkest - tekst: van de componist
- 1963 Judgement day is coming, voor zangstem en orkest - tekst: van de componist
- 1963 Left all alone, voor zangstem en orkest - tekst: van de componist
- 1963 Story of Noah, voor zangstem en orkest - tekst: van de componist
- 1963 You gotta live right, voor zangstem en orkest - tekst: van de componist
- 1965 What is love?, voor zangstem en orkest - tekst: Arthur Weisman

### Werken voor piano
- 1953 Escapade
- 1953 Feliciana
- 1953 The Deserted patio
- 1957 An Early spring
- 1957 The Carromata
- 1958 The Palace of the grand panjandrum

### Filmmuziek
- 1947 Trail to San Antone
- 1947 Apache Rose
- 1947 That's My Gal
- 1956 Glory
- 1959 Bourbon Street Beat, tv-series
- 1959-1963 Hawaiian Eye, tv-series - 126 episodes
- 1960 The Roaring 20's, tv-series
- 1962 Gypsy (samen met: Jule Styne)
- 1962 The Couch
- 1962 The Chapman Report
- 1963 Mary, Mary
- 1963 Palm Springs Weekend
- 1964 The Incredible Mr. Limpet
- 1964 Ready for the People, tv
- 1965 Wendy and Me
- 1967 Quacker Tracker